# Hopliancistrus tricornis
Hopliancistrus tricornis – gatunek słodkowodnej ryby sumokształtnej z rodziny zbrojnikowatych (Loricariidae), jedyny przedstawiciel rodzaju Hopliancistrus, opisany naukowo przez Isbrückera i Nijssena w 1989 na podstawie 78 osobników z rzeki Tapajós w stanie Pará i z górnego biegu rzeki Xingu w Brazylii. Autorzy uznali nowy gatunek za unikalny wśród zbrojnikowatych i utworzyli dla niego nowy rodzaj Hopliancistrus oraz nowe plemię Hopliancistrini. Epitet gatunkowy tricornis pochodzi od łacińskich słów tres (trzy) i cornus (róg) i nawiązuje do 3 haczykowato zakończonych odontod w obszarze międzywieczkowym (po bokach pyska) samców.
H. tricornis jest najbardziej zbliżony morfologicznie do przedstawicieli rodzaju Lasiancistrus, od których różni się kształtem i długością odontod oraz liczbą rzędów płytek kostnych na trzonie ogonowym: trzon H. tricornis pokryty jest 5 rzędami płytek kostnych, a u Lasiancistrus spp. występują 3 rzędy.
Dorosłe osobniki tego gatunku osiągają ok. 10 cm długości standardowej (SL).